# Bryobia confusa
Bryobia confusa är en spindeldjursart som beskrevs av Livshits och P. Mitrofanov 1966. Bryobia confusa ingår i släktet Bryobia och familjen Tetranychidae. Inga underarter finns listade.